# 瘦身毛鼻鯰
瘦身毛鼻鯰，為輻鰭魚綱鯰形目毛鼻鯰科的其中一種。分布於南美洲阿根廷的Córdoba Sierra的高山溪流，體長可達11.7公分。

## 扩展阅读
維基物種上的相關：瘦身毛鼻鯰